# Kanton Thuir
Thuir is een voormalig kanton van het Franse departement Pyrénées-Orientales. Het kanton maakte deel uit van het arrondissement Perpignan. Het werd opgeheven bij decreet van 26 februari 2014 met uitwerking op 22 maart 2015.

## Gemeenten
Het kanton Thuir omvatte de volgende gemeenten:
- Brouilla
- Caixas
- Camélas
- Castelnou
- Fourques
- Llauro
- Llupia
- Passa
- Ponteilla
- Sainte-Colombe-de-la-Commanderie
- Saint-Jean-Lasseille
- Terrats
- Thuir (hoofdplaats)
- Tordères
- Tresserre
- Trouillas
- Villemolaque